# Államtrükkök (film, 2010)
Az Államtrükkök (eredeti cím: Fair Game)  2010-ben bemutatott politikai thriller. Főszereplők Sean Penn, Naomi Watts. Rendező Doug Liman. A film megtörtént eseményeken és személyes visszaemlékezésen alapul.
A film témája az Amerikai Egyesült Államok Irak ellen 2003-ban indított második háborúja indokának alaptalansága, illetve az ezzel kapcsolatos szándékos félretájékoztatás.

## Cselekmény
A történet 2001-től 2008-ig játszódik, különféle helyszíneken.
Valerie Plame az amerikai Központi Hírszerző Ügynökségnek dolgozik, de ezt csak a férje és a szülei tudják róla. Számos titkos akció irányításáért felelős. A 2001. szeptember 11-ei terrortámadások után megkapja az Irakra vonatkozó felderítési adatokat további elemzés céljából azért, hogy tisztázza, Iraknak lehet-e atomfegyvere. Valerie bevonja férjét, Joseph C. Wilson újságírót a munkába, aki korábban Nigerben nagykövetként dolgozott, ezért ismeri az ottani körülményeket és személyesen több minisztert. Wilson a helyszínre látogatva megállapítja, hogy az Irak által feltételezett nagy mennyiségű urán vásárlása Nigerből nem maradhatott volna észrevétlen, tehát nem is történt meg. Ennek ellentmondóan a CIA másik elemzője szerint bizonyos alumínium csövek vásárlása Irak létező atomprogramjára utalnak (bár a CIA-n belül többen rámutatnak, hogy a csövek mérete jelentősen eltér az atomtechnológia igényeitől).
Miután George W. Bush többszöri nyilatkozata szerint Irak atomfegyver előállításán dolgozik, és az USA ezzel az ürüggyel 2003-ban háborút indít ellene, Wilson cikket közöl a The New York Timesban, amiben ezeknek a vádaknak az alaptalanságára mutat rá.
Nem sokkal később a CIA felfedi, hogy Valerie Plame CIA-ügynök és kirúgják az állásából, ezzel a média kereszttüzébe helyezik. A család fenyegető telefonhívásokat kap. A Valerie Plame által irányított, folyamatban lévő akciókat leállítják (ennek során iraki atomtudósok halnak meg). A Valerie elleni támadások hátterében a CIA-nál dolgozó nemzetbiztonsági tanácsadó, Scooter Libby tevékenysége áll, akinek az volt a feladata, hogy az Irakra vonatkozó igazságot a lehető legtovább elleplezze. Plame és Wilson házassága is meginog a történtek után, mivel Wilson nem adja fel a harcot az igazságért, és a tévében nyilatkozik. A gyermekei biztonsága érdekében Valerie két kisgyerekével a szüleihez utazik. Wilson végül meggyőzi feleségét arról, hogy ki kell állniuk az igazságért. Valerie tanúvallomást tesz a kongresszusi bizottság előtt.
Scooter Libbyt Plame személyazonosságának felfedése miatt 2,5 év börtönre és 250 ezer dollár pénzbüntetésre ítélik, de a büntetést Bush elnök saját hatáskörben enyhíti.
A stáblista lefutása alatt az igazi Valerie Plame nyilatkozik a tévében, eközben szöveges információk láthatók.
Valerie és Joseph Santa Fébe költöznek.

## Szereplők
- Naomi Watts – Valerie Plame Wilson, CIA tiszt (Létay Dóra)
- Sean Penn – Joseph C. Wilson, újságíró, korábbi diplomata, Valerie férje (Görög László)
- Noah Emmerich – Bill (Kardos Róbert)
- Ty Burrell – Fred
- Sam Shepard – Sam Plame, Valerie apja, nyugalmazott katonai pilóta (Szokolay Ottó)
- Bruce McGill – James Pavitt
- Brooke Smith – Diana
- Michael Kelly – Jack (Szabó Máté)
- Khaled Nabawy – Hammad, iraki atomtudós
- David Denman – Dave
- David Andrews – Scooter Libby (Kőszegi Ákos)
- Geoffrey Cantor –  Ari Fleischer
- Adam LeFevre – Karl Rove
- Nassar – Mr.Tabir
- Satya Bhabha – Jason Neal
- Tim Griffin
- Liraz Charhi

## Forgatási helyszínek
- Washington D.C., USA
- New York, USA
- Kairó, Egyiptom
- Ammán, Jordánia
- Kuala Lumpur, Malajzia

## Bemutató
Az Államtrükkök Blu-rayn és DVDn 2011. március 29-én jelent meg.
Magyarországon 2011. szeptember 8-án jelent meg DVD-n, moziban nem játszották.

## Fogadtatás

### Kritikai visszhang
Az Államtrükkök többnyire pozitív kritikákat kapott. A filmkritikusok véleményét összegző Rotten Tomatoes 80%-ra értékelte 163 vélemény alapján.

### Díjak, jelölések
elnyert díj
- Amerikai Filmkritikusok Szövetsége (National Board of Review) – „Freedom of Expression Award” („a szabad véleménynyilvánítás díja”)
- 2010, Mill Valley Film Festival – Mill Valley Film Festival Award: Doug Liman, Danny Boyle

jelölés
- 2010, Arany Pálma-díj

## Fordítás
Ez a szócikk részben vagy egészben  a   Fair Game (2010 film) című angol Wikipédia-szócikk fordításán alapul.  Az eredeti cikk szerkesztőit annak laptörténete sorolja fel. Ez a jelzés csupán a megfogalmazás eredetét és a szerzői jogokat jelzi, nem szolgál a cikkben szereplő információk forrásmegjelöléseként.